# Quận Hutchinson, Texas
Quận Hutchinson (tiếng Anh: County) là một quận trong tiểu bang Texas, Hoa Kỳ. Quận lỵ đóng ở thành phố Stinnett 2. Theo kết quả điều tra dân số năm  2000 của Cục điều tra dân số Hoa Kỳ, quận có dân số 23.857 người. Quận Hutchinson được đặt tên theo Andrew Hutchinson, một luật sư Texas. Quận này thuộc vùng thống kê tiểu đô thị Borger.